# Jakub Jugas
Jakub Jugas, né le 5 mai 1992 à Otrokovice en Tchéquie, est un footballeur international tchèque qui évolue au poste de défenseur central au KS Cracovie.

## Biographie

### Carrière en club

#### Débuts au Fastav Zlin
Né à Otrokovice, non loin de Zlín, Jakub Jugas est formé au FC Tescoma Zlín. Il débute en deuxième division tchèque le 28 août 2010, contre l'équipe B du Sparta Prague, lors d'un match perdu 2-0. Il s'impose au cours de la saison suivante dans l'équipe première du Fastav Zlin, où il joue 27 matchs de championnat en 2011-2012.

#### Prêts à Pribram et Brno
Le 14 septembre 2012, il est prêté pour deux saisons au FK Příbram. C'est avec ce club qu'il découvre l'élite du football tchèque, lors de la saison 2012-2013. Il joue son premier match contre le SK Dynamo České Budějovice le 22 septembre 2012 ; le match se termine sur un score nul de 1-1. Alors qu'il a été formé au poste de défenseur central, il est positionné en tant qu'arrière droit avec Příbram. Il termine sa première saison avec 23 matchs de championnat. Le 17 août 2013, Jugas inscrit son premier but en professionnel en championnat, face au Banik Ostrava. Ce jour-là, il s'illustre également en délivrant une passe décisive, contribue à la large victoire de son équipe par quatre buts à zéro. À l'issue de son prêt de deux ans, il aura joué 47 matchs, marqué un but et donné deux passes décisives.
Pour la saison 2014-2015, il est prêté au FC Zbrojovka Brno, où il joue en tout 29 matchs et inscrit trois buts.

#### Retour au Fastav Zlin
Il est de retour dans son club formateur, le FC Fastav Zlín, alors en première division tchèque, et débute donc la saison 2015-2016 dans la peau d'un titulaire. Il joue son premier match dans l'élite avec le Fastav Zlin le 26 juillet 2015, contre le Bohemians Prague ; le match se solde par une victoire de son équipe (0-1). Le 20 février 2017, lors d'un match nul (0-0) à l'extérieur face au Slovan Liberec, il débute pour la première fois une rencontre en tant que capitaine de son équipe. Par la suite, il porte régulièrement le brassard de capitaine.

#### Slavia Prague
En juillet 2017, il rejoint le SK Slavia Prague, l'un des plus grands clubs du pays, alors qu'il était également courtisé par le rival du Sparta Prague. Il s'impose directement comme titulaire, et joue son premier match lors d'une rencontre de qualification pour la Ligue des champions face au club biélorusse du BATE Borisov le 25 juillet 2017, que les Tchèques remportent 1 but à 0. Le Slavia Prague ne se qualifie finalement pas pour la phase de groupe de la Ligue des champions. En guise de consolation, Jugas découvre la phase de groupe de la Ligue Europa. Il dispute lors de cette saison six matchs en Ligue Europa, avec notamment deux victoires face au Maccabi Tel-Aviv.

#### Prêts au Mladá Boleslav et à Jablonec
En février 2019 il est prêté jusqu'à la fin de la saison au FK Mladá Boleslav. Il y joue en tout 13 matchs toutes compétitions confondues.
A l'issue de son prêt Jugas est à nouveau prêté, cette fois au FK Jablonec, pour la saison 2019-2020. Il joue son premier match avec Jablonec à l'occasion d'une rencontre de qualification pour la Ligue Europa face au FC Pyunik Erevan le 25 juillet 2019. Il est titulaire ce jour-là et son équipe s'incline sur le score de deux buts à un.

#### KS Cracovie
En juillet 2021, Jakub Jugas quitte définitivement le Slavia Prague pour rejoindre la Pologne afin de s'engager en faveur du KS Cracovie. Le transfert est annoncé dès le 17 mai 2021 et il signe un contrat courant jusqu'en juin 2024,.

### En sélection
Avec les moins de 19 ans, il participe au championnat d'Europe des moins de 19 ans en 2011. Lors de cette compétition, il ne joue qu'une seule minute, face à la Grèce. Les Tchèques s'inclinent en finale face à l'Espagne.
Par la suite, avec les espoirs, il participe au championnat d'Europe espoirs en 2015, mais en restant sur le banc des remplaçants.
Jakub Jugas honore sa première sélection avec la Tchéquie le 1er juin 2018, lors d'une lourde défaite de 4 buts à 0 face à l'Australie. Il joue à nouveau le 6 juin 2018 lors d'une victoire des Tchèques (0-1) face au Nigeria.

## Palmarès

### En équipe nationale
- Finaliste du championnat d'Europe des moins de 19 ans en 2011 avec l'équipe de Tchéquie des moins de 19 ans

### En club
- Vice-champion de Tchéquie en 2018 avec le Slavia Prague
- Vainqueur de la Coupe de Tchéquie en 2017 avec le Fastav Zlín et en 2018 avec le Slavia Prague